# インディアン・マスコット
「インディアン・マスコット」は、アメリカ合衆国のプロ・アマのスポーツ団体が使用する、インディアン民族を意匠化したチーム名や、応援マスコットの総称。

## 概略
合衆国の白人社会では、白人が黒人に扮した「ミンストレル・ショー」と同様に、すでに18世紀から、白人の催しなどで白人がインディアンに扮する歴史があった。20世紀に入り、プロ・アマのスポーツ競技が盛んになるにつれ、全米のスポーツチームがこぞってインディアンをイメージした意匠を採り入れるようになった。インディアンのスポーツマスコットには、次のようなものがある。
1. 「チーフス」、「インディアンス」、「レッド・スキンズ」、「ウォリアー」、「ブレーブス」などといった、インディアン民族をイメージしたチーム名
2. インディアン男性の顔などを意匠化したチームマーク
3. 試合の合間に登場して応援を盛り上げるインディアンのマスコットキャラクター

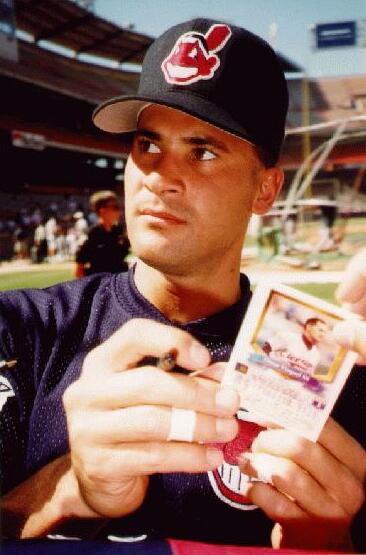
「クリーブランド・インディアンス」の選手（オマー・ビスケル）の帽子に飾られた「インディアン・マスコット」、「ワフー酋長」。インディアンや人権団体からの長年の抗議と批判を受けながらも、球団は2018年までこの意匠を使い続けた。ただしこのチームのチーム名およびマスコットは同チームのインディーズ選手ルイス・ソカレキスを記念したもの

プロ・アマのフットボールや野球の試合では、これらの「インディアン・マスコット」を基に、白人の観客たちが顔を「インディアン風」にペイントし、「インディアン風」の羽根飾りを被ったり、デタラメな太鼓演奏を行い、トマホーク型の応援バットを振り回す（「トマホーク・チョップ」という）、といった試合応援が行われている。現在もインディアン民族や識者からの「人種差別である」との批判と抗議を受けながらも、小中高から大学、プロのスポーツチームで、なおこの「インディアン・マスコット」の使用を継続している団体は多い。
スーザン・ショーン・ハルジョやシャーリーン・テッタース、ヴァーノン・ベルコートといった反「インディアン・マスコット」運動家たちは、「インディアン・マスコット」の問題点として、チーム名として使用される単語が「サベージズ」だとか「ブレーブス」、「ファイティング・○○」といった、「野蛮さ」を強調するものであり、部族名がそのままチーム名にされるなど、そのこと自体がインディアン民族に対する攻撃であり、組織的な人種差別である、としている。「ワシントン・レッドスキンズ」の「レッドスキンズ」（赤い肌）は、インディアンに対する蔑称であるだけでなく、白人によるインディアン虐殺を象徴する単語である。レッドスキンズのチーム･ロゴは「インディアンの頭」を意匠化しているが、「レッドスキンズ」は「インディアンの生首」を意味していた時代もあった。
また、「ワフー酋長」、「イリニウェク酋長」、「オセオーラ酋長」など、有名な「インディアン・マスコット」の姿がインディアンの文化とはかけ離れたデタラメなものであることもインディアンの怒りを買っている。ワフーやイリニウェクが着けている赤い鷲の羽は戦傷者に贈られるもので、本来頭に着けるものではない。イリニウェクやオセオーラは白人が演じており、その顔のペイントも羽根飾りも踊りも全くデタラメなものである。「イリニウェク酋長」や「オセオーラ酋長」は、試合の合間で選手を鼓舞し、楽団を率いるようなパフォーマンスを行うが、これは本来のインディアンの酋長の姿ではない。インディアンの酋長は、部族を率いたり戦いを指導するような立場ではない。
すべては白人のイメージする「インディアン」像に基づいており、そのすべてが本来のインディアンとは全くかけ離れたものである。インディアン団体は、「こういったイメージは、19世紀に米軍によって破壊されたインディアンの文化について、学ぶ時間をとらなかった白人たちによって作られた、ステレオタイプである」と述べている。 「AIM」代表のクライド・ベルコートは、「インディアン・マスコット」について、次のように述べている。
また、「インディアン・マスコット」を囲む問題構図として、これらのキャラクター意匠が、球団や大学の白人ファンに強く支持されていることが挙げられる。「インディアン・マスコット」を擁護する白人や関係者の多くが、「インディアン・マスコット」のデタラメさを無視し、「インディアン・マスコットを支持することはインディアン民族の文化を守ることになり、敬意を表すことになる」と主張しているのである。「ワシントン・レッドスキンズ」球団は、「レッドスキンズ」のチーム名が「インディアン民族に栄誉を与えるものである」としている。全米の、「インディアン・マスコット」を使用している高校や大学が、同じことを主張している。
イリノイ大学アーバナ・シャンペーン校のキャロル・スピンデル教授は、「インディアン・マスコットを使用している学校は、大学対抗試合の中では、そのイメージの扱いを制御できない」と述べている。大学対抗の試合前のキャンパス集会の間に、白人学生たちはしばしばインディアンの人形を絞首刑にしたり、火炙りにする。そして「下卑た悪魔」として、頭の皮を剥がれ首を斬り落とされたインディアンの姿がガラス窓に描かれる。
多方面からの抗議と批判に関わらず、多くのプロスポーツ球団が「インディアン・マスコット」の使用を継続する最大の理由として、その経済効果が指摘されている。実際に「クリーブランド・インディアンス」の「インディアンス」や「ワフー酋長」の意匠を使用したキャラクターグッズの売り上げは、年間で2000万ドル以上と見積もられているのである。
さらに、多数のインディアン団体・個人の抗議にもかかわらず、この「インディアン・マスコット」を容認する部族が少なからずあり、全米に見られる「インディアン・マスコット」についての地元のインディアン部族の対応がまちまちであることも問題を根深いものとしている。「一体、インディアンたちがこのインディアン・マスコットをどうとらえているのか」、という肝心な点については、投票すら一致していない。『スポーツ・イラストレイテッド』誌は2002年に実施した調査によって、伝統的なインディアン保留地の外で生活しているインディアンの81%と、保留地に住むインディアンの53%が、「インディアン・マスコットのイメージが差別的であるかどうかわからない」と答えた、としている。
この1年後に、『Indian Country Today』紙が実施した世論調査は、まったく正反対の結果となった。回答者の81%が、「インディアン・マスコットのイメージが、アメリカインディアンを侮蔑するものである」と答えたのである。調査員はまた、回答者の75%が、「インディアン・マスコットが合衆国の反差別法を侵犯している」と答えたと報告しているのである。
他者起因の問題によってインディアンたちの意見が二分され、またインディアンの容認意見を後ろ盾に、あくまで「インディアン・マスコット」を使い続けている白人側の姿勢、これを人種差別とする一連の論争、これらそのものを、インディアンの識者の多くが「インディアン戦争」であると位置付けている。

## 「インディアン・マスコット」の廃絶変更要求運動

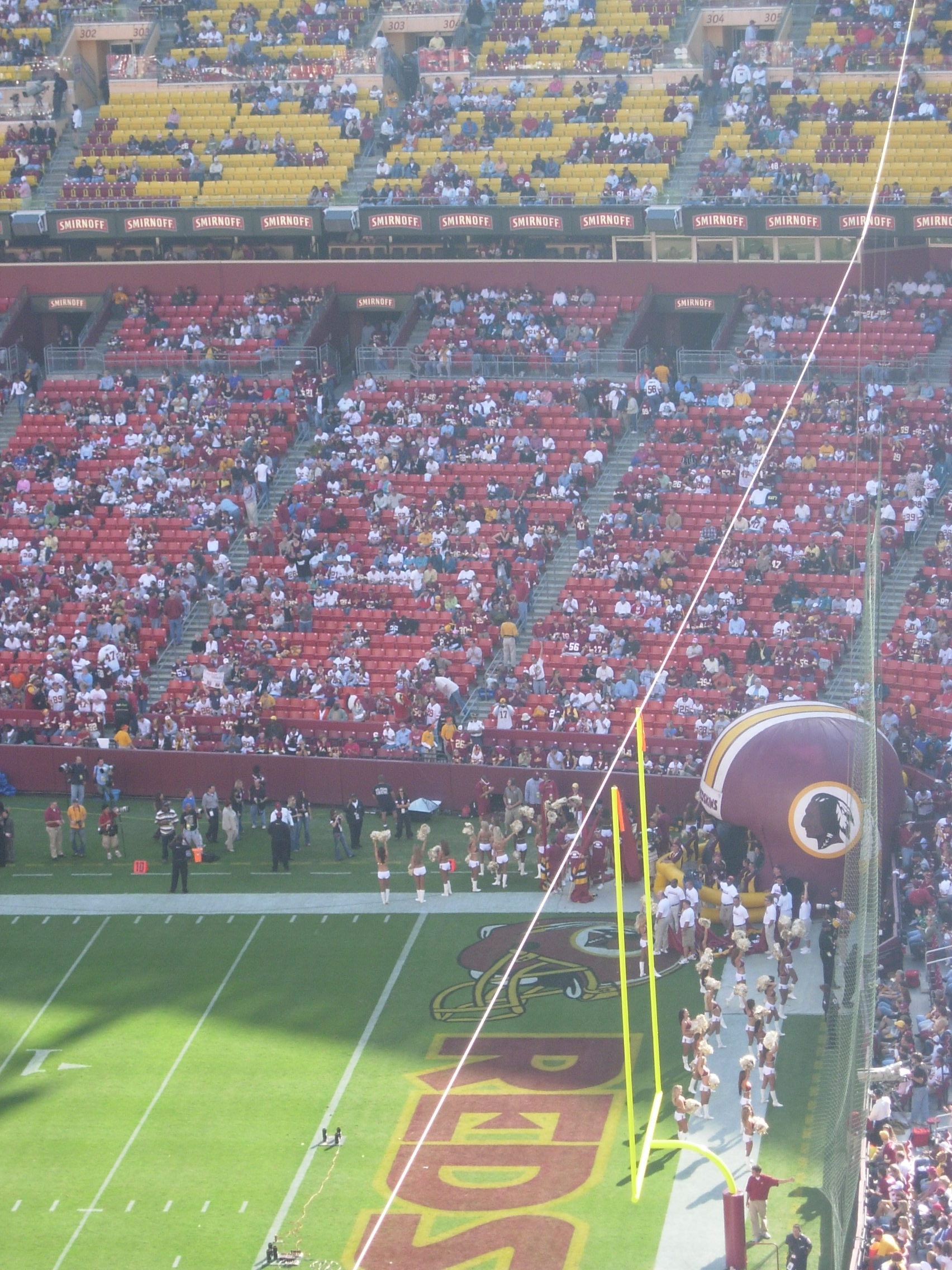
球場のグラウンドに大書された「ワシントン･レッドスキンズ」のロゴ。「レッドスキン」は、インディアンにとって民族虐殺を想起させる言葉である

特定の民族を動物扱いしてスポーツ・マスコットに使用したこの「インディアン・マスコット」は、1960年代にインディアンたちが興した権利回復要求運動「レッド・パワー」が全米に拡がるにつれ、「野蛮なイメージによってインディアン民族の品位を汚し、卑しめるステレオタイプな人種差別である」として、多数のインディアンの団体・個人、インディアン学生による批判と抗議を受けることになった。初期の抗議団体にインディアンのロビー団体「アメリカインディアン国民会議」（NCAI）があり、彼らは西部劇やディズニーアニメなどの映画、漫画などのメディアにおける、インディアンの否定的イメージの排除を要求するなかで、この「インディアン・マスコット」の廃止要求を行って注目された。「NCAI」の抗議は続く「全米インディアン若者会議」（NIYC）、「アメリカインディアン運動」（AIM）といった次世代のインディアン団体に受け継がれ、その抗議は現在も続けられている。
1972年、AIM運動家のラッセル・ミーンズらが「クリーブランド・インディアンス」球団に対し、「ワフー酋長の意匠はインディアンの伝統を卑しめている」として、チーム名の変更と、ワフー酋長の使用廃止を求め、大規模な抗議デモを本拠地球場前で行った。さらにラッセルらは、これらチーム名、マスコット使用をインディアン民族に対する人種差別であるとして、インディアンス球団に対して900万ドルの損害賠償訴訟を起こした。しかしこれは、球団のファンからすさまじい反発と抗議を受けた。ラッセルの許にはインディアンスのファンからの嫌がらせの手紙が殺到し、その中の何人かは、アメリカインディアンの民族浄化を要求していた。あまりの嫌がらせのひどさに、ラッセルは「クリーブランド・インディアンセンター」の所長を辞任せねばならず、訴訟自体が和解に追い込まれている。
1992年、「コロンブス上陸500周年」に当たるこの年に、AIMのヴァーノン・ベルコートは、「スポーツとメディアの人種差別に関する全国会議」（NCRSM）を結成し、スーザン・ショーン・ハルジョやシャーリーン・テッタースらインディアン女性運動家と連携し、ナショナル・フットボール・リーグの「ワシントン・レッドスキンズ」や、「カンザスシティ・チーフス」、プロ野球メジャーリーグの「アトランタ・ブレーブス」と「クリーブランド・インディアンス」のオーナーに、その名称の変更とインディアンのマスコットキャラクターの廃止を訴えて激しい抗議運動を行った。
同年9月12日、スーザン・S・ハルジョ、ヴァイン・デロリア・ジュニア、マテオ・ロメロら7人のインディアン原告団が、「ワシントン・レッドスキンズ」に対して、「レッドスキンズ」（赤い肌）のチーム名とチームロゴが「インディアンの文化を卑しめている」として、その廃棄を求めて米国特許商標庁で訴訟を起こした。全米フットボール協会は訴訟に対して、憲法修正第1条の「言論の自由」を盾にとった。特許商標庁の審査員は全員インディアンに有利な判決を下したが、最高裁判所はインディアン側敗訴の判決を下した。特許商標庁はなおも、この案件は再検討に値するとスーザンらに同意している。　現在、この訴訟は「Blackhorse et al v. Pro Football」として、インディアンの若者たちが原告団となって引き継がれている。（→Harjo et al v. Pro Football, Inc.、Pro-Football, Inc. v. Harjo）
1994年、「インディアンス」の新球場「ジェーコブス・フィールド」完成に合わせ、ヴァーノンたちインディアン抗議者は「インディアンス」の名称変更と「ワフー酋長」の廃止を要求し、「ワフー酋長」のマスコット人形を燃やして抗議した。この廉で、ヴァーノン他4人のインディアンがクリーブランド警察によって「加重放火」の罪で逮捕された。
スーザン・S・ハルジョらは、オクラホマ大学のインディアン・マスコットの「リトル・レッド」の使用廃止、ダートマス大学の「インディアンス」の名称変更に成功している。インディアンたちの抗議によって、全米のかなりの数の高校・大学が、「インディアン」に関連する名前やマスコットの使用を廃絶している。
2002年9月26日、ニュージャージー州選出の連邦議会議員フランク・パローネは、大学高校のスポーツチームの「インディアン・マスコット」の意匠廃止に伴う資金の援助法案を議会に提出している。2003年3月3日には同議員は「様々な環境におけるイメージを変える先住民法」としてこれを表明し、これに合わせて「米国現代語学文学協会」、「全米教育協会」、「全米黒人地位向上協会」、「長老教会」、「米国統一メソジスト協会」などが、「インディアン・マスコット」使用に対する非難声明を出した。

## NCAAの「インディアン・マスコット禁止令」
全米の大学スポーツの統括機関である、「全米大学体育協会」（NCAA）も、人権問題の見地からのこうした抗議を受けて、独自の調査を始めた。アリゾナ大学のステファニー・フライバーグ心理学助教授は、「インディアン・マスコットのイメージは、アメリカインディアンの児童に有害である」としている。2003年に彼女がアメリカインディアンの高校生と白人の大学生に「インディアン・マスコット」のイメージを見せ、聞き取り調査を行った。その結果、彼女は、「これはインディアン学生に限って、その自尊心を萎えさせるものである」と述べている。NCAAは、「同助教授の研究結果がインディアン・マスコットの禁止決定に関与した」とコメントしている。 
2005年8月、NCAAの、14人の白人男性、2人の白人女性、3人の黒人で構成される経営委員会は、全米の2つの大学を含む18の学校が使用しているチーム名が、インディアンに対して「文化的に敵対的」で「虐待的である」と裁定し、同年のチャンピオンシップ・ゲーム以降、傘下のスポーツ･チームから「インディアン・マスコット」を禁止すると決定した。これに合わせ、全米の多くの小中高大学校が、そのチーム名や意匠を、インディアン民族のイメージから動物や物品に変えた。
NCAA広報担当者のボブ・ウィリアムズは、この「インディアン・マスコット禁止令」を援護してこうコメントしている。
NCAAの決定を受けて、2006年2月1日から大学スポーツの選手たちのユニフォームには、「敵対的」で「虐待的」な図柄やロゴを表示することが出来なくなった。応援団、チアダンサーやバンドメンバーは、2008年8月1日を以て、同様に彼らのユニフォームから、そのような図柄やロゴを削除されることとなった。しかしNCAAの禁止通告も一貫しておらず、各学校ごとの判断でその扱いは大きく変わるものとなっている。
ノースカロライナ大学は学内競技での「ブレーブス」の使用を継続している。ユタ大学はユテ族学生への奨学金制度の見返りに、競技チームの「ユテ族」の名称を商標登録している。このように、NCAAの決議後も「インディアン・マスコット」を継続使用している高校大学はまだ数多い。

### フロリダ州立大学

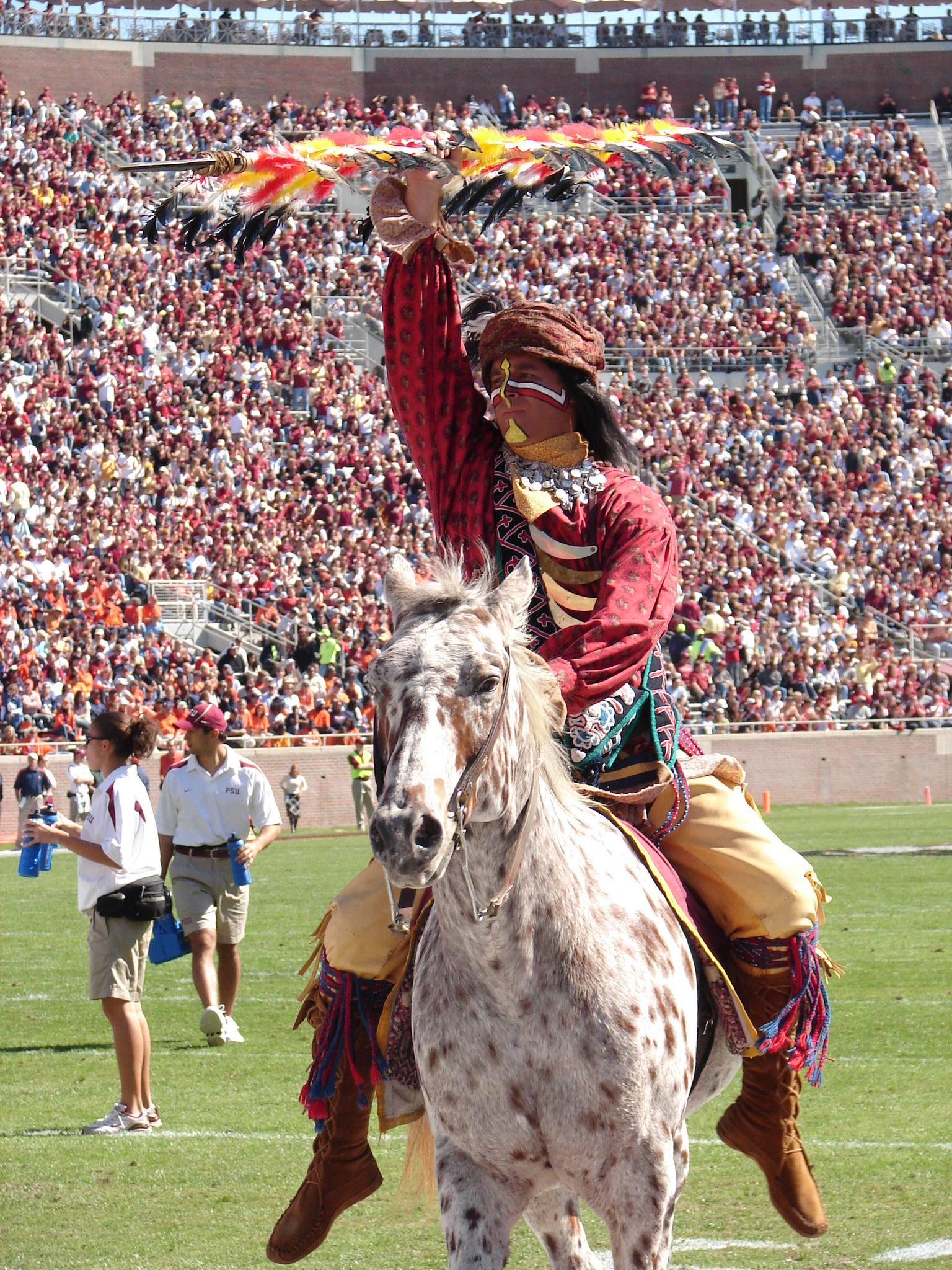
白人学生が演じるデタラメな「インディアン・マスコット」、「オセオーラ酋長」の試合前のパフォーマンス

NCAAの決定はフロリダ州立大学（FSU）には影響されていない。NCAAは同大学に対して、チーム名の「セミノール族」と、「インディアン・マスコット」の「オセオーラ酋長」の使用禁止を求めたが、大学側がこれを拒否しているのである。
大学側はこれを、当該部族である「フロリダ・セミノール族」の公認を得たものであることを理由としている。このチーム名とマスコットは、2005年4月にフロリダ・セミノール族部族会議がNCAAの調査を受けて、全会一致で支持を表明したばかりだった。フロリダ州大学のウェザレル総長は、NCAAの「インディアン・マスコット禁止令」についてこうコメントした。「NCAAが、フロリダ・セミノール族と我々との現在の緊密な絆を、『文化的に敵対的』で、『虐待的である』とすることは、法外で、侮辱的である。」 
「フロリダ・セミノール族」が正式公認したこのマスコットは、一方で「オクラホマ・セミノール族」部族会議メンバーで、「AIM北フロリダ支部」の運動家デビッド・ナーカミーらの、廃止要求を受けている。FSUは、この抗議と批判は「オクラホマ・セミノール族」の大多数の意見ではないと反論している。
セミノール族は黒人逃亡奴隷と連携し、二度にわたる合衆国の民族浄化である「セミノール戦争」を戦った。しかし1830年に、アンドリュー・ジャクソン大統領が強引に可決した「インディアン強制移住法」によって、セミノール族と多数の他部族が、オクラホマに強制移住させられた。約200～500人のセミノール族は、フロリダのエバーグレーズに逃げこんだ。こうしてセミノール族は、「フロリダ・セミノール族」と「オクラホマ・セミノール族」に二分され、現在に至っている。デビッド・ナーカミーはこう語っている。「我々は、同じ人々です。私の先祖は銃で脅されて捕らえられ、追い出されました。彼ら（フロリダ・セミノール族）の先祖は、エバーグレーズに逃げました。あなたは、そのサバイバルについて敬意を払うべきでしょう。しかし、彼らとの関係は常に薄いものでした。　彼らは、我々のいとこらしいです。我々はこのオクラホマでしたいようにします。そして、彼らはオクラホマでも彼らのやりかたを通そうとしています。」 
デビッドはNCAAの決定にもかかわらず、FSUがマスコット継続を表明したことについては、次のように述べている。「私は深く失望し、信じられない思いで愕然としています。私は、NCAAが21世紀の今日に、こんな人種差別の『ミンストレル・ショー』を継続させるということに吐き気を覚えています。」
「フロリダ・セミノール族」の法的弁護人は、「この一連の騒ぎが何を意味するのかわからない。これは、ただのゲームであって、別に部族を巻き込むものでも、白熱した問題でもありません。」とコメントした。これに対しデビッドはこう反論している。「それがただのゲームだと言うなら、フロリダ州が名前を変えることは簡単なことのはずです。」
FSUの「インディアン・マスコット」、「オセオーラ酋長とレネゲード」が見せるパフォーマンスは、同校の名物となっている。「オセオーラ酋長」は顔をペイントしたステレオタイプな恰好で、「レネゲード（裏切り者）」という名の斑馬に乗り、トマホークを振り回し、馬上から「炎の槍」をグラウンドに突き刺す「儀式」を、試合前に行うことで人気がある。
「オセオーラ酋長」は、「勇猛な戦士」としてフロリダ州で描写される。ホーム・ゲームの前の、グラウンドでのパフォーマンスは、ファンから大喝采を受ける光景であり、マーチング・バンドのステレオタイプな「インディアン風」の太鼓音楽に合わせ、観客は立ち上がってトマホーク型の応援グッズを振り下ろす。これは「トマホーク・チョップ」と呼ばれ、「クリーブランド・インディアンス」などプロ野球の応援でも見られる応援スタイルである。
「オセオーラ酋長」を演じるのは白人の学生であり、「フロリダ・セミノール族」以外の多くのインディアンが不快感を表明している。そもそもセミノール族は戦化粧の習慣が無かった。斑模様のアパルーサ馬の上で跳ね回ることも決してなかった。 ラッセル・ミーンズは、「セミノール」論争について、2010年のインタビューで次のように述べている。
イリノイ大学アーバナ・シャンペーン校のキャロル・スピンデル教授は、自著の中でこう述べている 。
FSUの強硬姿勢やNCAAの決定とは関係なく、「オセオーラ酋長」の活躍範囲は狭まってきている。現在、「インディアン・マスコット」の使用を禁止した多数の有名大学は、「オセオーラ酋長」が構内に入ることを許可していない。

### イリノイ大学

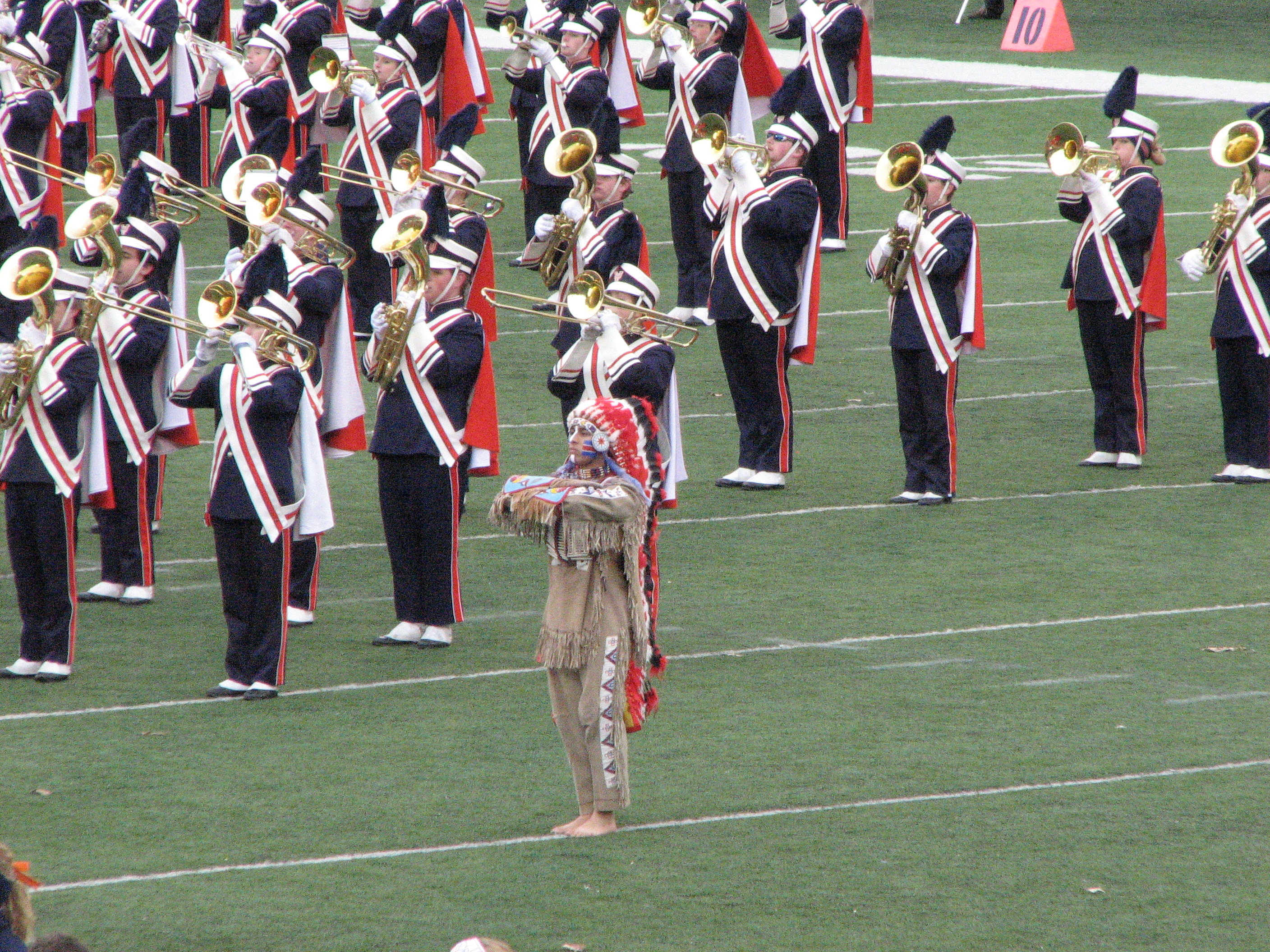
白人学生が演じるデタラメな「インディアン・マスコット」、「イリニウェク酋長」のパフォーマンス

イリノイ大学は、学内スポーツチームのニックネームとして1874年より「Illini （イリニ族）」を使用し、バスケットボールチームは「Fighting Illini（戦うイリニ族）」と名付けられている。「イリニ」は、イリノイ州の由来となり、もともと同地に領土を持っていたインディアン部族である「イリニ部族連邦」のことである。
NCAAは、白人による記述名であるこのチーム名「イリニ」が、「インディアン民族に対して文化的に敵対的である」と認定し、同校に使用差し止めを求めた。これに対し、大学側は「バスケットボールチームのユニフォームのロゴは、イリニ（Illini）ではなくイリノイ（Illinois）であり、イリニ族のことではない」と説明している。しかし、そもそも「Illinois」は「Illini」がフランス語形に末尾変化したもので、「イリノイ」は「イリニ族」を指す言葉である。NCAAの裁定自体も一貫しておらず、禁止通告した「戦うイリニ族」の試合結果を報じるイリノイ大学の学生新聞「The Illini」については、NCAAはなんの禁止通告も行っていない。
同大学の「インディアン・マスコット」である、白人学生が演じる「イリニウェク酋長」は、激しい抗議を受けながらも存続中である。しかし現在、このマスコットキャラクターの試合での入校を拒絶する大学も多く、チームの試合遠征には随行できなくなっている。
イリノイ大学のフランシス・ボイル法科教授は、ノーム・チョムスキーの提案として、次のような喩え話を紹介している。

### インディアナ大学
インディアナ大学の学内競技チームの名称である「Hoosiers（インディアナ州の住民）」は、NCAAによる禁止対象とならなかった。しかし、同校のチームのジャージには、「Hoosiers」ではなく、「Indiana（インディアンの土地）」とプリントされている。

### ノースダコタ大学
NCAAは、ノースダコタ大学の学内スポーツチーム名の「Fighting Sioux（戦うスー族）」を禁止した。大学側は選手のジャージから「敵対的で虐待的」と指摘された「Sioux（スー族）」のロゴを削除して、「ノースダコタ」と入れ替えたが、なおも「Sioux」の字体を併記し続けている。また、シンボルマークのステレオタイプな「インディアン戦士の横顔」も継続使用中であり、南北ダコタ州のスー族は、これらの使用廃止を求めて激しい抗議を続けている。

### オクラホマ大学
オクラホマ大学の学内フットボール・チームは、チーム名称として「Sooners」を使用している。「Sooners」とは、19世紀に連邦条約を破棄してインディアンの土地を「ただちに（Soon）」不法占領した白人を意味する単語である。またバスケットボールチームは「オクラホマ」の字体を使用しているが、これはチョクトー族の言葉で「赤い人」、つまりインディアンを指す言葉である。「Sooners」も「オクラホマ」も、NCAAは使用許可したが、セミノール族が承認した「セミノール」については禁止とした。

## 映像作品
- 『In Whose Honor?』（『誰の名誉なのか？』、1997年7月15日放映）

「アトランタ・ブレーブス」、「カンザスシティ・チーフス」、「ワシントン・レッドスキンズ」、「クリーブランド・インディアンス」等々、デタラメなスポーツ界の「インディアン・マスコット」と、対するインディアン抗議者たちの姿を追った、ジェイ・ローゼンシュタインによる1997年のドキュメント映画。「The Center For New Television」、「The Paul Robeson Fund For Independent Media」、「イリノイ州美術会議」の資金援助によって制作された。